# Corme-Écluse
Corme-Écluse is een gemeente in het Franse departement Charente-Maritime (regio Nouvelle-Aquitaine). De plaats maakt deel uit van het arrondissement Saintes. Corme-Écluse telde op 1 januari 2022 1.278 inwoners.

## Geografie
De oppervlakte van Corme-Écluse bedroeg op 1 januari 2022 17,49 vierkante kilometer; de bevolkingsdichtheid was toen 73,1 inwoners per km².
De onderstaande kaart toont de ligging van Corme-Écluse met de belangrijkste infrastructuur en aangrenzende gemeenten.

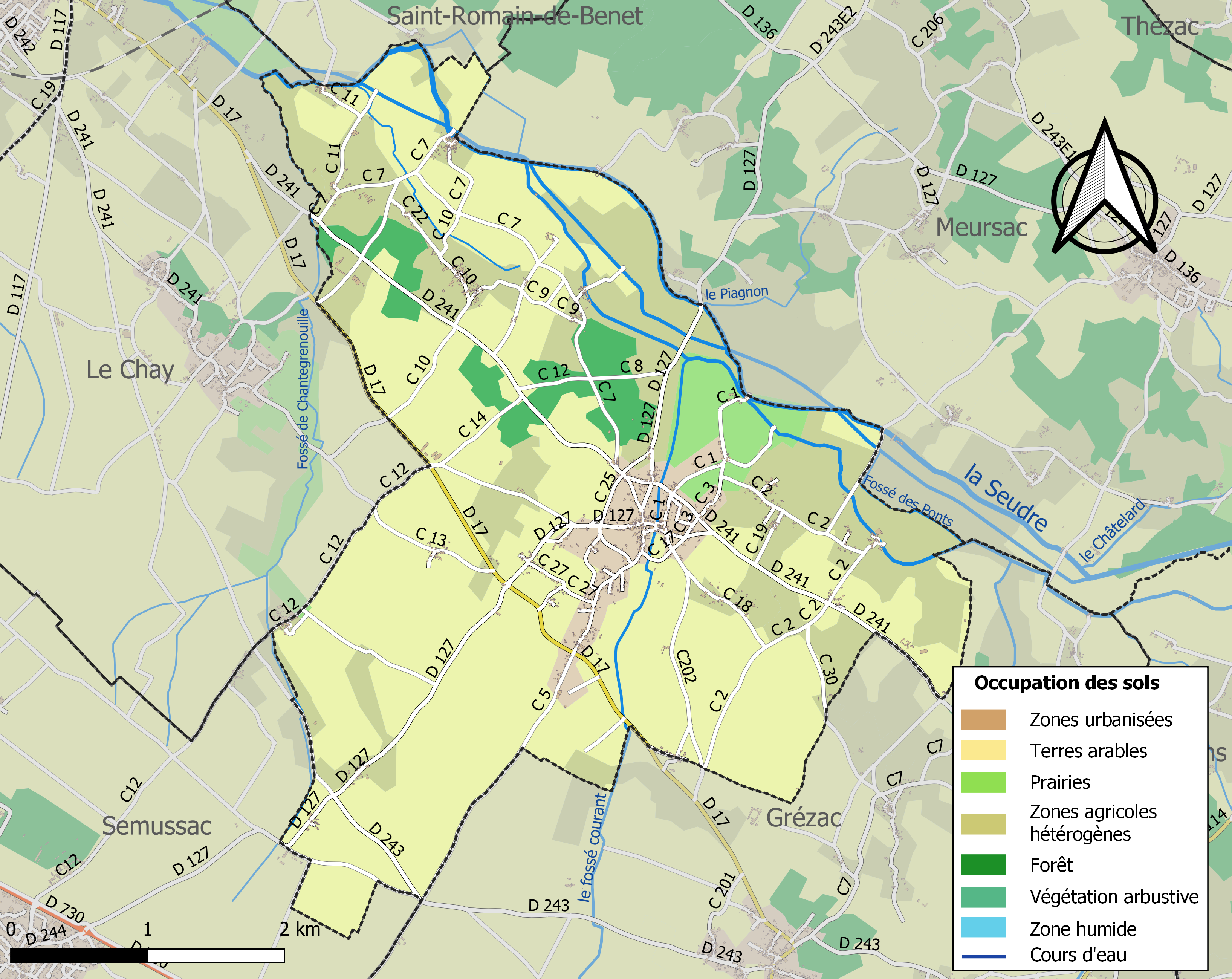

## Demografie
Onderstaande figuur toont het verloop van het inwonertal (bron: INSEE-tellingen).